# Musa ag Amastan
Musa Ag Amastan (también transcrito en francés como Moussa; 1867–1920) fue el jefe (Amenokal) de la confederación tuareg Kel Ahaggar de 1905 a 1920. Establecida en el macizo de Ahaggar, formó parte del Kel Ghela.

## Reinado
Muchos de los franceses que habían conocido a Musa notaron su religiosidad. Maurice Benhazera confirmó el fervor religioso de Musa.
Hay indicios de que la vida de Musa experimentó un cambio considerable cuando tenía unos 30 años (es decir, c. 1897) en forma de una religiosidad mejorada, que se puede atribuir a la tutoría espiritual de Bay al-Kunti, que residía en Téleya en la Adrar de los Iforas.
En 1901, Musa ag Amastan formó parte de la coalición Kel Ahaggar que lideró un rezzu (invasión) contra los berabichíes de Azawad presentado a las autoridades francesas en Tombuctú.
Fue durante el verano de 1910 que viajó a Francia. Dirigido oficialmente por el capitán Niéger y acompañado por el comandante Laperrine, su viaje tomó el nombre de «Misión Tuareg».

## Cita
Je ne pourrais pas vivre ici. Vous avez de la chance de les (toutes ces belles choses) posséder et de savoir vous en servir. Remerciez Dieu chaque jour. Il a été bon pour vous. «Yo no podría vivir aquí. Tienes suerte de tenerlas (todas estas cosas hermosas) y saber cómo usarlas. Agradéceselo a Dios todos los días. Ha sido bueno contigo».